# Kjeld Philip
Kjeld Løwenstein Philip (* 3. April 1912 in Kopenhagen; † 27. Oktober 1989) war ein dänischer Wirtschaftswissenschaftler und Hochschullehrer. Als Politiker war er für Det Radikale Venstre (RV, linksliberal) Handels-, Finanz- und Wirtschaftsminister war und darüber hinaus zahlreiche Organisationen der Vereinten Nationen beriet.

## Leben

### Hochschullehrer in Aarhus, Stockholm und Kopenhagen
Philip begann nach dem Besuch des Østersøgades Gymnasium 1931 ein Studium der Politikwissenschaften, das er 1937 abschloss. Im Anschluss wurde er Wissenschaftlicher Assistent an der Universität Aarhus und legte dort 1942 seine Promotion zum Doktor der Wirtschaftswissenschaften mit einer Dissertation über die Beziehung zwischen öffentlicher Finanzpolitik und ökonomischen Aktivitäten mit dem Titel Bidrag til Læren om Forbindelse mellem Det Offentliges Finanspolitik og den økonomiske Aktivitet ab.
1943 übernahm Philip eine Professur für Sozialpolitik und Finanzwissenschaft an der Universität Aarhus und absolvierte während seiner dort bis 1949 dauernden Lehrtätigkeit 1947 auch einen Forschungsaufenthalt in den USA. Im Anschluss folgte er 1949 dem Ruf auf eine Professur für Volkswirtschaftslehre und Sozialpolitik an der Universität Stockholm und wirkte während seines dortigen Aufenthalts als Experte für die Untersuchung des schwedischen Rentensystems.
Er war daraufhin zwischen 1951 und 1969 Professor für Volkswirtschaftslehre an der Universität Kopenhagen. Während dieser Zeit war er von 1953 bis 1957 Vorstehen des dortigen Wirtschaftslaboratorium sowie zwischen 1956 und 1960 Vorsitzender des Instituts für Geschichte und Wirtschaft an der Universität Kopenhagen. 1955 wurde er Vorsitzender eines Ausschusses von Det Radikale Venstre für wirtschaftliche Zusammenarbeit, die maßgeblich die wirtschaftliche Ausrichtung der Partei prägte. Daneben arbeitete er bis 1957 in verschiedenen Expertenkommissionen für das Steuerrecht, Lebensmittelrecht, Grundschuldrecht und den Emissionswert fester Obligationen mit.

### Minister und Abgeordneter
Als sich 1957 eine Koalitionsregierung aus Socialdemokraterne, Det Radikale Venstre und Retsforbundet bildete, wurde Philip am 28. Mai 1957 von Ministerpräsident Hans Christian Svane Hansen zum Handelsminister berufen. Als solcher legte er Gesetzesentwürfe für die regionale Entwicklung vor und setzte sich für den Handel durch die Neuordnung von Exportkrediten ein. Daneben erfolgte durch die Gründung der Europäischen Freihandelsassoziation (EFTA) am 4. Januar 1960 in Stockholm zu einer Liberalisierung des Handels mit industriellen Produkten.
Nachdem Finanzminister Viggo Kampmann nach dem Tod von H.C. Hansen am 21. Februar 1960 dessen Nachfolger als Ministerpräsident wurde, folgte Philip am 31. März 1960 Kampmann als Finanzminister (Finansminister). Als Finanzminister stärkte er die Finanzierungsinstitute für Unternehmen und setzte er geringere Besteuerung für Gaststätten und Kantinen durch. Des Weiteren kam es zu einer Stärkung der technischen und seemännischen Schulen.
Nach dem Rücktritt von Bertel Dahlgaard wurde er am 7. September 1961 neuer Wirtschaftsminister (Økonomiminister), während ihm Hans R. Knudsen als Finanzminister folgte. Zugleich wurde er als Nachfolger Dahlgaards bei der Wahl vom 15. November 1960 als Abgeordneter in das Folketing gewählt und vortrat dort den Wahlkreis Skive. Während seiner Amtszeit als Wirtschaftsminister kam es zur Verabschiedung des Gesetzes zur Wirtschaftskoordination, das auch zur Gründung des unter seinem Vorsitz stehenden Wirtschaftsrat mit drei sogenannten „Wirtschaftsweisen“ führte. Daneben kam es zum Abbau einer Reihe von Verwaltungsbeschränkungen für Wirtschaftsunternehmen sowie zu einer geringeren Unterstützung von Kleinbauern, da nach seiner Ansicht die Förderung von großen Landwirtschaftsbetrieben in den 1960er Jahren sinnvoller sei. Die höheren Inlandspreise sah er als eine unglückliche Form von Agrarsubventionen.
Nach dem Austritt von Det Radikale Venstre aus der seit dem 3. September 1962 amtierenden Regierung von Ministerpräsident Jens Otto Krag nach der Folketingswahl 1964 schied Philip am 29. September 1964 aus der Regierung aus und beendete zugleich seine politische Laufbahn, da er nicht mehr für eine Kandidatur zur Wahl am 22. September 1964 nominiert worden war.

### Tätigkeiten für die UNO und weitere Funktionen
1965 wurde Philip von den Vereinten Nationen als Wirtschaftsberater nach Somalia entsandt und war zwischen 1965 und 1967 Vorsitzender der Kommission für ostafrikanische Zusammenarbeit (Commission on East African Cooperation) sowie Leiter von deren Büro in Nairobi. Daneben übernahm er von 1966 bis 1969 das Amt des Vorsitzenden der Kommission für Realkredite. Im Anschluss fungierte er 1968 als Leiter eines UN-Evaluationsteams im Iran sowie zwischen 1969 und 1971 als Berater der Internationalen Arbeitsorganisation (ILO) in Genf.
Während dieser Zeit war Philip außerdem zwischen 1968 und 1973 Vorsitzender des Büros für die technische Zusammenarbeit mit Entwicklungsländern und wurde 1968 auch Vorsitzender des Industrialisierungsfonds für Entwicklungsländer. Zeitweise war er auch Vorstandsmitglied der Volkswirtschaftlichen Vereinigung (Nationaløkonomisk Forening) sowie zwischen 1969 und 1974 deren Vorsitzender. 
Philip wurde daneben 1972 Leiter der UN-Wirtschaftskommission für Afrika, die sich insbesondere mit der Untersuchung der Möglichkeiten der wirtschaftlichen Zusammenarbeit afrikanischer Staaten befasste. Außerdem fungierte er zwischen 1975 und 1977 sowohl als Vorsitzender des Ausschusses für den Binnenverkehr in Grönland als auch als Vorsitzender einer Arbeitsgruppe zur Rationalisierung der Steuerverwaltung. Zuletzt war er 1978 Vorsitzender einer Wirtschaftsberatungskommission für Pakistan.

## Veröffentlichungen
- En Fremstilling og Analyse af den danske Kriselovgivning 1931–38, 1939
- Staten og Fattigdommen, 1947
- Skattepolitik, 1955
- Somalia, 1966
- Det østafrikanske fællesskab, 1969
- Kenya, 1974.